# Pink
Alecia Beth Moore (* 8. září 1979 Doylestown, Pensylvánie) v hudebním světě známá jako Pink, stylizovaně psáno P!nk, je americká popová a R&B zpěvačka, textařka a herečka. Na svém kontě má zatím osm studiových alb. Trojnásobná držitelka Grammy se věnuje i produkování skladeb a herectví, objevila se např. ve filmu Charlieho andílci: Na plný pecky. Je vdaná za motokrosového závodníka Careyho Harta.

## Dětství a začátek hudební kariéry
Pink se narodila v Doylestown (stát Pensylvánie) veteránovi z Vietnamu Jimu Moorovi a zdravotní sestře Judy Kugelové. Její otec je katolík a matka též. Vyrostla v Doylestown, kde navštěvovala střední školu Central Bucks West. Její otec hrával na kytaru a zpíval jí písně, a tak měla již od dětství nejlepší předpoklady k tomu stát se rockovou hvězdou. Již na střední škole se P!nk přidala k hudební skupině Middleground, která se nikdy nestala známou. Podle P!nk na ni měli největší vliv umělci jako Mary J. Blige, Bob Marley, 2Pac a další.
P!nk objevila svůj hlas velice brzy, ačkoliv již jako malá onemocněla astmatem, které ji trápilo v dětství. V teenagerském věku začala psát texty.
Když jí bylo 14 let, začala vystupovat po filadelfských klubech. V šestnácti se přidala k R'n'B triu Choice. Skupina vystupovala pod LaFace Records a přispěly písní „Key to My Heart“ k soundtracku filmu „Kazaam“.
Choice se posléze rozpadly po nahrávání nevydaného alba. Pink setrvala u LaFace records jako sólová zpěvačka pod uměleckým jménem P!nk. Daryl Simmons ji obsadil na nahrávání alba, kde zpívala vokály pro Dianu Ross, 93 Degrees a jiné umělce.

## Hudební kariéra
V roce 2000 debutovala R&B počinem Can't Take Me Home, singl „There You Go“ se rychle dostal mezi 40 nejhranějších skladeb v USA. Masivní průlom zaznamenala pop rocková deska M!ssundaztood s hity „Just like a Pill“ a „Get the Party Started“. Po celém světě se jí prodalo více než 13 mil. kopií. Za píseň "Get the Party Started" byla nominována na Grammy.
Následující deska Try This zaznamenala menší propad prodejnosti, další album I'm Not Dead (2006) bylo však opět úspěšné. V českých rádiích úspěšně rotovaly skladby „Stupid Girls“, „U+Ur Hand“ a „Dear Mr. President“. Čtvrtým albem je Funhouse (2008), které Pink propagovala celosvětovým turné. Nacházejí se na něm takové hity jako „Funhouse“, „So What“, „Sober“ či „Please Don't Leave Me“.
V roce 2010 se pak rozhodla zrekapitulovat svou kariéru a připravila kompilační desku The Greatest Hits... So Far! se singlem „Raise Your Glass“. Šestým studiovým počinem je album The Truth About Love, které vyšlo v roce 2012 a na němž se nacházejí známé hity jako „Blow Me (One Last Kiss)“ nebo „Just Give Me a Reason“.
V květnu 2013 proběhla zatím poslední návštěva Pink v České republice. Hudební web iReport tehdy vystoupení ohodnotil velmi kladně a zpěvačku zařadil mezi absolutní špičku, co se živého vystupování týče.
13. října 2017 po pětileté odmlce vychází deska Beautiful Trauma, s hity jako „What About Us“ , „Beautiful Trauma“ nebo „Whatever You Want“. Propagaci tohoto alba P!nk podpořila dalším obrovským světovým turné, Beautiful Trauma World Tour, které se stalo druhým nejúspěšnějším vůbec v podání ženského umělce s více než 3,3 miliony prodaných vstupenek na 156 koncertech.
V dubnu 2019 P!nk překvapila své fanoušky, když ani ne během 18 měsíců vydala další, již osmou desku, s názvem „Hurts 2B Human“ a se stejnojmenným hitem nebo pilotním singlem „Walk Me Home“.
17. února 2023 vydává Pink své deváté studiové album pod názvem „Trustfall". 

## Herecká kariéra
P!nk se objevila ve filmech Ski to the Max (2000), Rollerball (2002). Poté přišla role ve filmu Charlieho andílci: Na plný pecky a objevila se také v hororu Katakomby. Byla na listině osobností, které měly hrát Janis Joplin v její nové biografii nazvané Gospel According to Janis, ale účast odřekla s tím, že by film byl neslušný k této osobnosti, protože filmoví tvůrci nechtěli zahrnout její smrt předávkováním heroinem.
Sony Pictures Entertainment projevilo žádost o její účast v dalším dílu Charlieho andílků. P!nk řekla: „Doufám, že budu moci svou roli hrát jako zlá holka.“

## Osobní život

### Manželství
V roce 2005 požádala o ruku motokrosového závodníka Careyho Harta během jeho závodu. V ruce držela tabuli s nápisem: „Vezmeš si mě?“ a na druhé straně bylo napsáno: „Myslím to vážně!“'. Poté, co si Carey tabuli přečetl, málem způsobil nehodu.
Vzali se na Kostarice 7. ledna 2006 při západu slunce. Po měsících spekulací se 19. února 2008 objevilo v časopisu PEOPLE, že se zpěvačka a Hart odloučili. 21. února 2008 podala P!nk žádost o rozvod. Dohromady se ovšem opět dali na natáčení videoklipu k písni „So What“, kde Hart také vystupuje. Žije v Kalifornii. Dne 2. června 2011 porodila dceru Willow Sage Hart a 26. prosince 2016 se jí narodil syn, který dostal jméno Jameson Moon Hart.

### PETA
P!nk je přední bojovnicí organizace PETA. Svým hlasem přispívá ke kauzám jako například boj proti KFC. Poslala dopis Princi Williamovi, v němž ho kritizuje kvůli honu na lišku, a jeden poslala také Královně Alžbětě, kde protestovala proti použití pravé medvědí kožešiny na čepicích londýnské hradní stráže.
V listopadu roku 2006 zmínila v časopisu News of the world, že byla znechucena kolegyní Beyoncé, která nosila pravou kožešinu.
Ve spojení s PETA kritizovala Australský vlnařský průmysl.

### Práce pro charitu
P!nk se zapojila do mnoho charitativních organizací jako UNICEF, Organizace za ochranu lidských práv, Save the Children, ONE Campaign atd.

## Turné
- 2004: Try This Tour
- 2006–2007: I'm Not Dead Tour
- 2009: Funhouse Tour
- 2010: Funhouse Summer Carnival Tour
- 2012–2013: The Truth About Love Tour
- 2018–2019: Beautiful Trauma
- 2023-2024: P!nk Summer Carnival/Trustfall Tour

## Diskografie
- 2000 – Can't Take Me Home
- 2001 – M!ssundaztood
- 2003 – Try This
- 2006 – I'm Not Dead
- 2008 – Funhouse
- 2012 – The Truth About Love
- 2017 – Beautiful Trauma
- 2019 – Hurts 2B Human
- 2023 – Trustfall